# Chrysosoma lobatus
Chrysosoma lobatus är en tvåvingeart som först beskrevs av Meijere 1916.  Chrysosoma lobatus ingår i släktet Chrysosoma och familjen styltflugor. Inga underarter finns listade i Catalogue of Life.